# Tahuantinsuyoa
Tahuantinsuyoa – rodzaj słodkowodnych ryb okoniokształtnych z rodziny pielęgnicowatych (Cichlidae).

## Występowanie
Do rodzaju Tahuantinsuyoa należą gatunki występujące w dorzeczu Amazonki w Peru.

## Klasyfikacja
Gatunki zaliczane do tego rodzaju:
- Tahuantinsuyoa chipi Kullander, 1991
- Tahuantinsuyoa macantzatza Kullander, 1986